# Петрово-Соловово, Василий Михайлович
Васи́лий Миха́йлович Петрово́-Соловово́ (27 декабря 1850 года (8 января 1851 года), Тамбов — 22 июня (5 июля) 1908 года, Санкт-Петербург) — русский общественный деятель и политик, член III Государственной думы от Тамбовской губернии. Статский советник.

## Биография
Происходил из старинного дворянского рода Петрово-Соловово. Сын Михаила Федоровича Петрово-Соловово (1813—1885), отставного полковника Кавалергардского полка, и Евдокии Васильевны Сухово-Кобылиной (1819—1896), сестры драматурга А. В. Сухово-Кобылина и первой русской художницы С. В. Сухово-Кобылиной. Брат Борис, генерал для поручений при Верховном Главнокомандующем, предводитель дворянства Рязанской губернии.
Крупный землевладелец Кирсановского и Тамбовского уездов Тамбовской губернии.
Учился в Карлсруэ, затем окончил историко-филологический факультет Московского университета с золотой медалью (1875), оставлен при университете на два года «для занятий теорией и историей изящных искусств».
Впоследствии поселился в своем имении, участвовал в земском движении в Тамбовском уезде: избирался почётным мировым судьей (1880), гласным уездного земского собрания (1880-е). В 1887—1908 годах — уездный предводитель дворянства. Один из лидеров либерального крыла тамбовского губернского земского собрания.
С 1895 года был постоянным участником земских съездов, входил в либеральный кружок «Беседа». Публиковался в газете «Русские ведомости». Член «Союза земцев-конституционалистов», участник съезда Союза 9-10 июля 1905 года. Участник либерального движения Союз освобождения. Был близок к Б. Н. Чичерину. С 1905 года активно занимался политикой в составе «Союза 17-го октября»: был избран руководителем Тамбовского отделения партии. С начала 1906 года — член Московского ЦК партии. В 1907 году был избран членом Государственной думы от Тамбовской губернии, стал одним из лидеров думской фракции октябристов и председателем аграрной комиссии.
Был одним из основателей и первым председателем Тамбовского отделения Русского музыкального общества. Также стал основателем и членом попечительского совета Тамбовского музыкального училища. Благодаря пожертвованию Петрово-Соловово было построено здание училища в стиле модерн (по проекту Ф. А. Свирчевского).
Умер в 1908 году на пятьдесят восьмом году жизни. Газета «Русское слово» писала о его смерти:

… безвременная кончина одного из благороднейших членов фракции союза 17-го октября В. М. Петрово-Соловово, который своими выступлениями в Думе снискал любовь и уважение далеко за пределами круга своих политических единомышленников.

## Политические взгляды
Петрово-Соловово отстаивал идею самоорганизации общественного движения с целью формирования народного правосознания. С его точки зрения общественное мнение могло стать рычагом давления на власть. Считало необходимой координацию действий земских и дворянских собраний.
Конституционалист и сторонник созыва народного представительства и ограничения самодержавия. Призывал использовать «Беседу» и «Союз земцев-конституционалистов» для давления на самодержавие с целью вынудить его к проведению реформ. Считал, что роль самодержавия к началу XX века уже сыграна, но говорил о недопустимости использовать в борьбе с правительством физическое насилие.
На I съезде «Союза 17 октября» (февраль 1906 года) призывал правительство к скорейшей реализации положений «Манифеста 17 октября 1905 года». В III Государственной думе был против любого компромисса с правыми силами.
Принципиальный сторонник отмены смертной казни.

## Усадьбы
Владел имением в деревне Андриановка Тамбовской губернии. После революции оно было разграблено и разрушено. Другая усадьба Петрово-Соловово располагалась в селе Карай-Салтыково той же губернии.

## Семья
Жена (с 01.09.1878) — княжна Софья Александровна Щербатова (1856—1928; Москва), старшая дочь московского городского головы князя А. А. Щербатова. Родилась в Варшаве в Казимировском дворце, но выросла в Москве. По примеру родителей занималась благотворительностью, состояла членом совета Московского попечительства о бедных. Брак её был удачным и в нём имела шесть детей:
- Михаил (1884—1906)
- Софья (1886—1902)
- Евдокия (1888—1896)
- Владимир (1895—1919), погиб под Царицыном.
- Александр (26 апреля [9 мая] 1893 года — 1943), закончил Московскую сельскохозяйственную академию, но в январе 1915 года ушел на фронт вместе с 12-м Земским санитарным отрядом. В январе 1916 был зачислен вольноопределяющимся в 1-ю батарею 52-й артиллерийской бригады. В 1920-х жил под Москвой на даче художника В. М. Бакшеева и работал в небольшой артели, поставляющей в Москву молоко. В октябре 1929 года арестован по статье 58-10, после двух с половиной месяцев пребывания в Бутырской тюрьме сослан в Кемь. Впоследствии был переведен в район Акмолинска для работы по специальности в тамошних совхозах. Во время Великой Отечественной работал переводчиком на оккупированной территории г. Обоянь, где спас партийное руководство. При эвакуации был арестован в г. Кирове, посажен в тюрьму.
- Анастасия (1897—1956), в замужестве Горнунг, детская поэтесса, прозаик.

## Память
В фойе Тамбовского музыкального училища была установлена мраморная мемориальная плита:

Настоящее здание трудами и заботами Василия Михайловича Петрово-Соловово сооружено по проекту архитектора Ф. А. Свирчевского в 1903 году при составе дирекции:

Председатель В. М. Петрово-Соловово

Товарищ председателя князь Н. Н. Чолокаев

Члены дирекции:

Е. В. Чичерина;

И. А. Гуаданини;

М. П. Колобов

Директор училища С. М. Стариков.

## Сочинения
- Петрово-Соловово В. М. Личная земельная собственность по аграрной программе партии «Мирного обновления». — Тамбов: Типо-литография торгового дома «Н. Бердоносов, Ф. Пригорин и К°», 1906. — 40 с.
- Петрово-Соловово В. М. «Союз 17 октября», его задачи и цели, его положение среди других политических партий. — М.: Т-во «Печатня С. П. Яковлева», 1906. — 35 с.